# Паола Суарес
Паола Суарес  (на испански: Paola Suárez) е професионална тенисистка от Аржентина.
Професионалната си кариера Паола Суарес стартира през далечната 1991 г. с участия в турнирите от официалния календар на Международната тенис федерация (ITF). От 1994 г. аржентинската тенисистка се състезава в продължение на тринадесет години във всичко големи турнири на сингъл и по двойки, които са част от Женската тенис-асоциация (WTA).
Паола Суарес печели в своята кариера на сингъл четири титли от турнири от WTA календара. През 1998 и през 2001 г., аржентинката триумфира пред родна публика на престижните турнири в Богота. На 09.06.2003 г., в австрийската столица Виена, Суарес надиграва във финалната среща представителката на Хърватия Каролина Шпрем с резултат 7:6, 2:6, 6:4. Четвъртата си титла на сингъл, печели през 2004 г., в австралийската столица Канбера, където елиминира във финала италианската тенисистка Силвия Фарина Елиа с резултат 3:6, 6:4, 7:6.
В мачовете на двойки, аржентинката има спечелени общо 44 шампионски титли. Осем от тези титли, Паола Суарес печели във финалите на турнири от Големия шлем за периода от 2001 до 2005 г. Любопитен факт е, че всичките си титли от Големия шлем, Паола Суарес печели, партнирайки си с испанската тенисистка Вирхиния Руано Паскуал, заедно с която завоюва четрири пъти „Откритото първенство на Франция“, три пъти „Откритото първенство на САЩ“ и един път „Откритото първенство на Австралия“. В богатата си на отличия професионална кариера, аржентинската тенисистка регистрира и шест официални поражения във финалните срещи на турнири от Големия шлем.
През 2004 г., по време на Летните олимпийски игри в Атина, Паола Суарес заедно със своята сънародничка Патрисия Тарабини печели бронзов медал от олимпийския тенис-турнир на двойки. Аржентинската спортистка регистрира и два загубени финала на смесени двойки от турнирите за „Откритото първенство на Франция“ през 2001 г. и от „Откритото първенство на САЩ“ през 2002 г.